# Дейвид Кард
Дейвид Едуард Кард (на английски: David Edward Card) е канадски икономист.
Роден е през 1956 година в Гуелф, провинция Онтарио, в селско семейство. През 1978 година завършва Университета „Куинс“, а през 1983 година защитава докторат по икономика в Принстънския университет, където преподава до 1997 година, когато се премества в Калифорнийския университет – Бъркли. Работи главно в областта на икономиката на труда.
През 2021 година получава, заедно с Джошуа Ангрист и Гуидо Имбенс, Нобелова награда за икономика „за емпиричните му приноси към икономиката на труда“.